# Григорьевка (Псковская область)
Григорьевка — деревня в Плюсском районе Псковской области, входит в состав сельского поселения Запольская волость.
Расположена на левом берегу реки Плюсса, в 2 км от автодороги Санкт-Петербург — Киев (М20), в 13 км к югу от райцентра посёлка городского типа Заплюсье, и в 4 км к югу от волостного центра Заполье. Севернее на противоположном берегу Плюссы находится деревня Ивановское.
Численность населения деревни по оценке на конец 2000 года составляла 0 человек, по переписи 2002 года постоянные жители также отсутствовали.